# Mariano Montes
 (février 2018).
Si vous disposez d'ouvrages ou d'articles de référence ou si vous connaissez des sites web de qualité traitant du thème abordé ici, merci de compléter l'article en donnant les références utiles à sa vérifiabilité et en les liant à la section « Notes et références ».
Pour les articles homonymes, voir Montes.
Mariano Montes Mora, né à Portillo (Espagne, province de Tolède) le 22 avril 1894, mort à Madrid (Espagne) le 13 juin 1926, était un matador espagnol.

## Biographie
Il se présente à Madrid comme novillero le 25 juillet 1918 aux côtés de « El Llavero » et « Valencia ».
Un exploit fortuit survenu dans les mêmes arènes (en raison de blessures survenues aux trois autres novilleros prévus, il dut combattre sept taureaux de Palha et un de Pérez de la Concha) le fait connaître et lui ouvre le chemin de l’alternative prise à Cordoue le 25 septembre 1921, avec comme parrain « Joselito de Málaga » et comme témoin « Serranito de Córdoba », devant des taureaux de la ganadería de la Viuda de Antonio Guerra. Il confirme son alternative à Madrid le 25 mai 1922 avec comme parrain « Larita » et comme témoin « Valencia II ».
Peu doué, il dut ensuite lutter pour ne pas tomber dans l’oubli et subit de nombreuses blessures. Le 13 juin 1926, il est tué à Madrid, dans les arènes de Vistalegre par le taureau « Gallego » de la ganadería de Sotomayor.